# Quedlinburger Stadtschloss

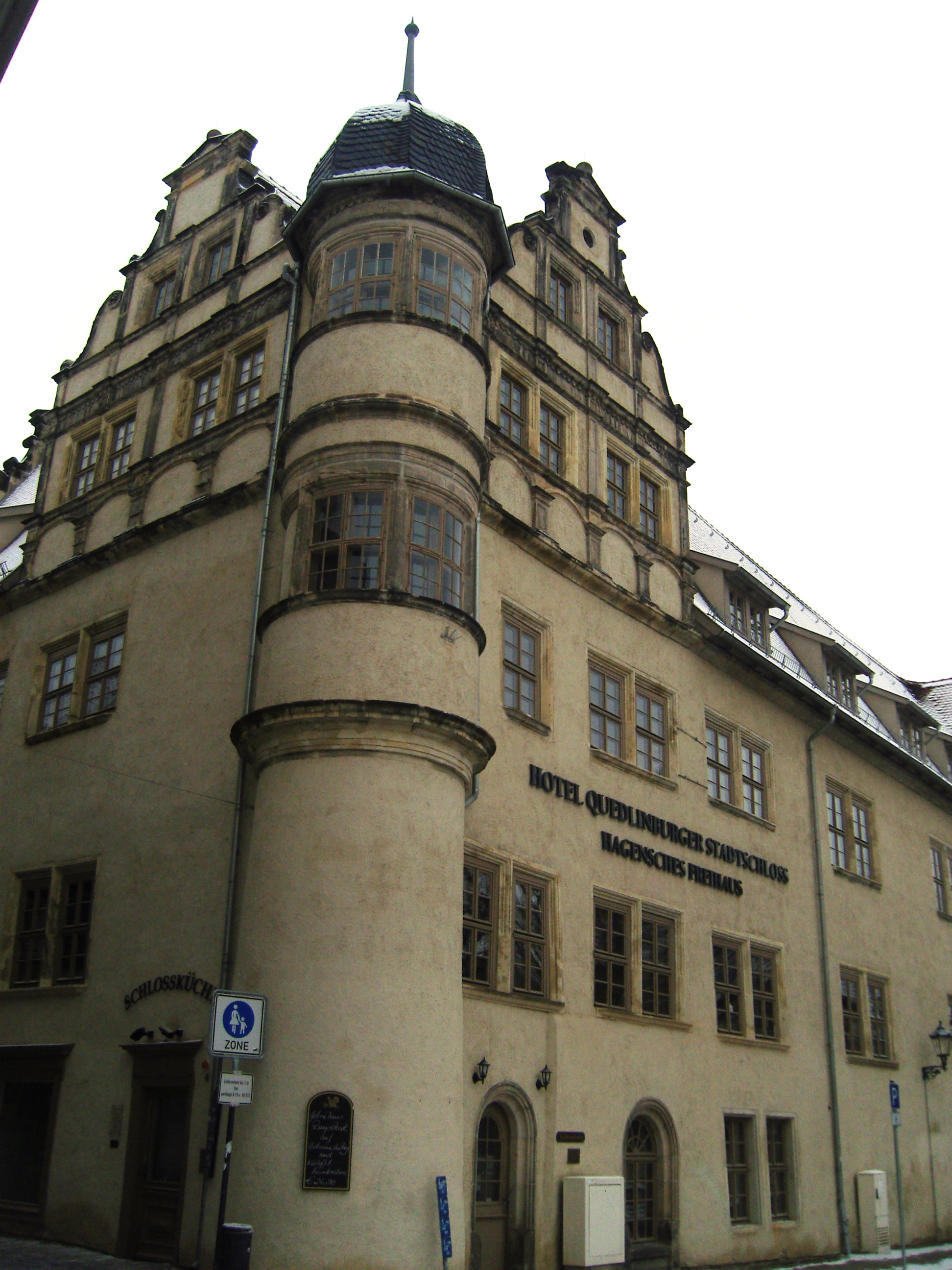
Turm

Das Quedlinburger Stadtschloss, auch als „Hagensches Freihaus“ bekannt, liegt am östlichen Eingang zur Altstadt Quedlinburgs in Sachsen-Anhalt. Es ist ein herausragendes Beispiel eines renaissancezeitlichen Stadtschlosses. Der Bauherr Christoph von Hagen ließ den Massivbau von 1564 bis 1566 im Stil der herrschaftlichen Architektur der Zeit errichten. Der heute als Hotel genutzte Adelshof ist Teil des UNESCO-Weltkulturerbes der historischen Fachwerkstadt Quedlinburg. Im Quedlinburger Denkmalverzeichnis ist es als Edelhof eingetragen.

## Baustil
Das Schloss weist eine Renaissancefassade, prunkvolle Verzierungen und Deckenkonstruktionen aus Holz sowie aus Sandstein gehauenen Treppenläufen auf. Die Schaufassade zum Klink und zur Bockstraße mit Volutengiebeln und Zwerchhäusern wird durch einen markanten Eckturm mit „welscher Haube“ ergänzt. Im Hofbereich befindet sich ein weiterer Treppenturm mit Wendelstein, der heute über die Orangerie des Hotels zu erreichen ist, sowie ein aufwändig gestaltetes Eingangsportal mit Sitznischen und Pilasterrahmung.
Im Inneren ist die zum Teil erhaltene und restaurierte Ausstattung mit Holzdecken und Holzvertäfelungen mit reichen Intarsien vorhanden. Die unterste Fensterreihe wurde beim Bau in 3,50 m Höhe angebracht, weil davor die Stadtmauer der Altstadt stand. Besonders erwähnenswert sind auch die Türen im Kaminzimmer des Hauses, heute als Lounge bezeichnet. Diese wurden zur Bauzeit direkt aus dem Dresdner Zwinger geliefert.

## Geschichte

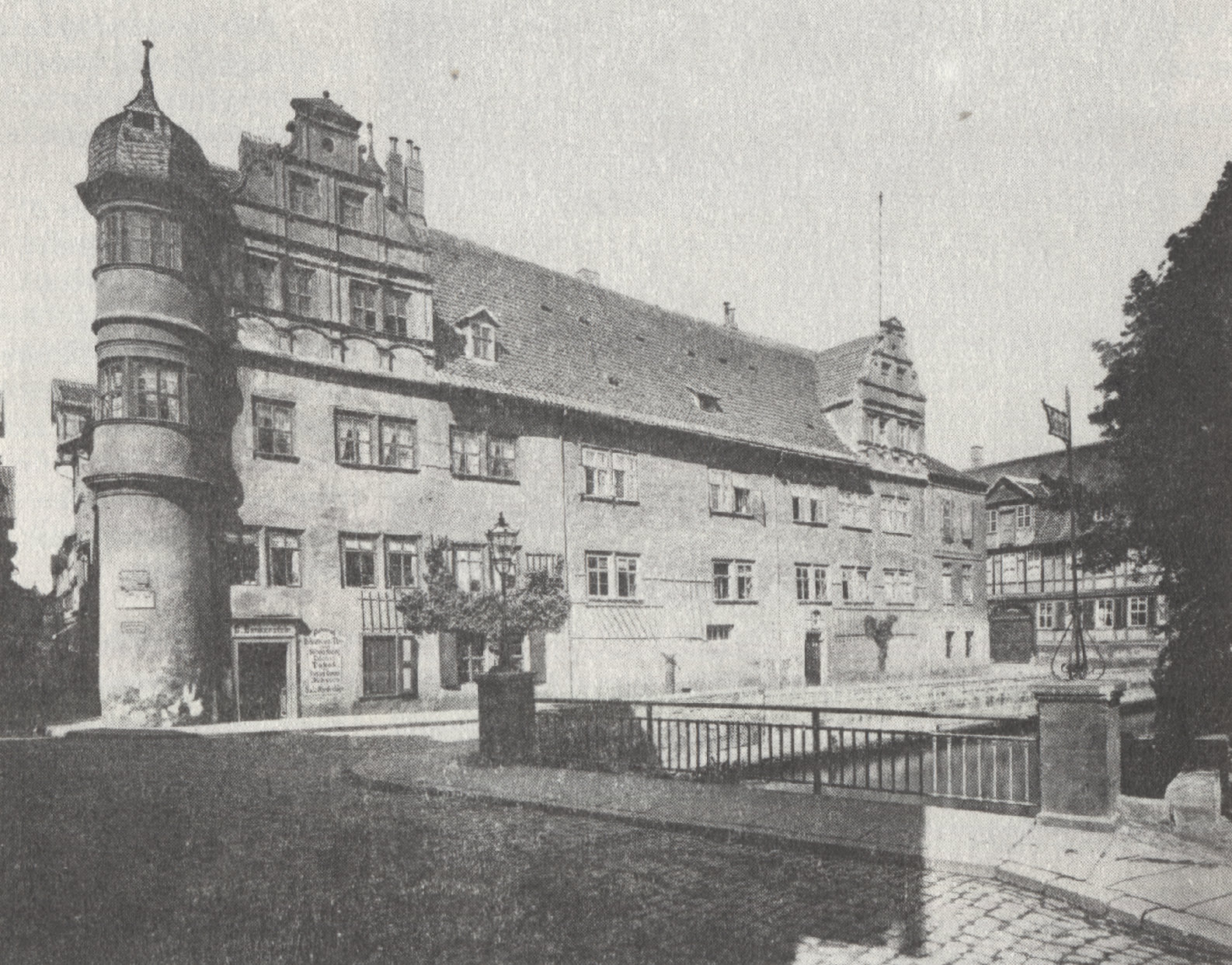
Meßbildaufnahme von 1893

Christoph von Hagen ließ das Schloss in exponierter Lage in unmittelbarer Nähe des Übergangs von der Altstadt zur Neustadt errichten. Später erfuhr das Schloss vielfältige Nutzungen. Zumindest seit 1630 residierte darin der Stiftshauptmann Christoph Vitzthum von Eckstedt. Er durfte den angrenzenden Teil der Stadtmauer abreißen, musste sich allerdings verpflichten, ständig die davor liegenden Ufermauern des Mühlgrabens in Ordnung zu halten. Ab 1816 befand sich im nördlichen Teil der erste Sitz des Quedlinburger Landrats.
In der jüngeren Vergangenheit befanden sich in dem Gebäudekomplex das Landratsamt sowie Arztpraxen und Geschäfte. Zuletzt wurde das Haus als Wohnhaus genutzt, bevor es nach mehrjährigem Leerstand in den Jahren 2002 bis 2004 restauriert und rekonstruiert wurde. Durch diese Arbeiten, vor allem durch die Sicherung seiner Substanz, wurde das „Hagensche Freihaus“ in seinen ursprünglichen Zustand zurückversetzt. Die beiden Seitenflügel des im August 2004 eröffneten Vier-Sterne-Hotels wurden als Neubau errichtet. Heute gehört das Hotel der Precise Hotel Collection an und wird unter dem Namen „Wyndham Garden Quedlinburg Stadtschloss“ geführt.